# نترات النحاس الثنائي
 نترات النحاس الثنائي مركب كيميائي له الصيغة Cu(NO3)2 ، ويكون على شكل بلورات زرقاء. يكون على ثلاثة أشكال حسب ارتباط الماء في الشبكة البلورية للمركب، فيوجد شكل خالي من الماء وثلاثي هيدرات، وهو الشكل الأثبت، كما يوجد سداسي هيدرات.

## الخواص
- انحلالية مركب نترات النحاس الثنائي جيدة جداً في الماء، أكثر من 125 غ لكل 100 مل ماء عند الدرجة 20°س.
- لمحاليله المائية صفة حمضية. الأس الهيدروجيني pH لمحلول 0.2 مولي مقداره 4.
- له خاصة استرطاب كبيرة، حيث يتسيل بلامسته للهواء.
- يؤدي تسخين المركب إلى درجات حرارة مرتفعة إلى تفككه إلى أكسيد النحاس الثنائي وثنائي أكسيد النيتروجين والأكسجين. عند تمرير الأبخرة الناتجة بشكل مباشر إلى الماء نحصل على حمض النتريك، وذلك بشكل مشابه للمرحلة الأخيرة من طريقة أوستفالد. تكون المعادلات كالتالي:

2 Cu(NO3)2 → 2 CuO + 4 NO2 + O2
3NO2 + H2O → 2HNO3 + NO

## التحضير
يحضر مركب نترات النحاس الثنائي من حل (إذابة) أكسيد النحاس الثنائي في حمض النتريك الممدد حسب المعادلة
CuO + 2HNO3 → Cu(NO3)2 + H2O

## الاستخدامات
- يستخدم مركب نترات النحاس الثنائي من أجل معالجة سطوح الفلزات وتلوينها.
- يستخدم في الصباغة
- يدخل كحفاز في بعض التفاعلات العضوية.